# Carl von Wegnern

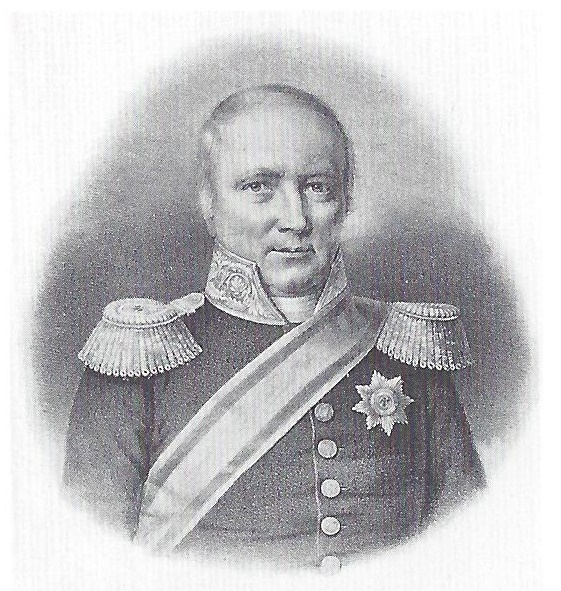
Carl von Wegnern

Carl von Wegnern (* 3. August 1777 in Königsberg i. Pr.; † 7. November 1854 ebenda) war ein deutscher Richter.

## Herkunft
Er entstammte einer ursprünglich auf ihrem Besitz Osterweddingen (Provinz Sachsen) ansässigen, aber bereits im 16. Jahrhundert nach Königsberg umgesiedelten und dort im Jahr 1635 in den polnischen Adelsstand erhobenen und mit der Verleihung des preußischen Indigenats versehen Familie. Er war der Sohn des königlich preußischen Generalmajors Georg Friedrich von Wegnern (1729–1793), Chef des Infanterie-Regiments Schönfeld Nr. 30, und der Albertine Wilhelmine von Syburg (1740–1790).

## Leben
Wegnern studierte von 1791 bis 1794 Rechtswissenschaft an der Albertus-Universität Königsberg. Nach der Promotion zum Dr. iur. trat er in Preußens Rechtspflege. 1796 kam er als Gerichtsassessor zur Ostpreußischen Regierung (Justizbehörde). 1797 wurde er Hofgerichtsrat in Insterburg. 1804 wurde er Regierungsrat in Płock und 1807 Kreisjustizrat in Preußisch Eylau.
Als Oberlandesgerichtsdirektor in Marienwerder wurde er 1816 zum Vizepräsidenten des Kammergerichts ernannt. Bald darauf kehrte er als Vizepräsident an das Oberlandesgericht Marienwerder zurück. Zum Jahresende 1819 wurde er Vizepräsident des Oberlandesgerichts Königsberg, später dessen Präsident.
In den Jahren von 1832 bis 1849 war er Chef-Präsident des Preußischen Tribunals, eine Position, die verbunden war mit dem Hoftitel Kanzler des Königreichs Preußen und dem Protektorat der Königlichen Deutschen Gesellschaft zu Königsberg. Als Freimaurer war er von 1804 bis 1813 Mitglied der Loge Zum Phoenix sowie Meister und Ehrenmeister der Loge Zu den drei Kronen in Königsberg.
Der Historiker Friedrich Wilhelm Schubert, Professor für Geschichte und Staatskunde an der Albertus-Universität Königsberg, widmete Wegnern im Jahr 1846 anlässlich dessen Jubiläums als Richter sein Handbuch der Allgemeinen Staatskunde von Europa.
Der evangelische Theologe August Hahn widmete als Lizenziat und Privatdozent an der Universität Königsberg dem Tribunalspräsidenten Wegnern anlässlich dessen 74. Geburtstags am 3. August 1850 sein Werk Commentar über das Buch Hiob.

## Familie
Wegnern heiratete am 12. Januar 1802 Emilie Hedwig Gräfin zu Eulenburg (* 21. Oktober 1780; † 30. Juni 1853 in Königsberg) aus dem Hause Prassen, die Tochter des Ernst Christoph Graf zu Eulenburg und der Katharina Margareta Hedwig Gräfin von der Groeben. Einziger Sohn aus dieser Ehe ist Anton von Wegnern (1809–1891), zuletzt Regierungspräsident von Bromberg, dazu die Töchter:
- Maria Eleonore (* 16. September 1811; † 8. Mai 1901) ⚭ 12. Juli 1833 August Wilhelm Ferdinand von Tippelskirch (* 18. September 1808; † 26. Dezember 1882)
- Therese Beate (* 26. Mai 1816; † 12. Mai 1859) ⚭ Gustav Ernst von der Groeben (* 15. Mai 1801; † 2. Juni 1890)

## Orden und Ehrenzeichen
Unvollständige Liste
- Roter Adlerorden mit Brillanten
- Schwarzer Adlerorden